# Galoa Island
Galoa Island är en ö i Fiji. Den ligger i den södra delen av landet, 110 km söder om huvudstaden Suva. Arean är 3,7 kvadratkilometer.
Terrängen på Galoa Island är platt. Öns högsta punkt är 106 meter över havet. Den sträcker sig 2,8 kilometer i nord-sydlig riktning, och 2,8 kilometer i öst-västlig riktning.